# Viorica Dăncilă
Viorica Dăncilă   (Roșiorii de Vede, 16 de desembre de 1963) és una política romanesa, líder del Partit Socialdemòcrata i primera ministra de Romania des del 29 de gener de 2018 fins al 10 d'octubre de 2019, quan va perdre una moció de censura guanyada pel conservador Ludovic Orban. És la primera dona de la història a ocupar el càrrec de primer ministre a Romania.

## Biografia
Abans d'entrar a la política, va ser enginyera a Petrom SA i anteriorment professora a l'Escola Superior Industrial de Videle.
Dăncilă va afiliar-se del Partit Socialdemòcrata el 1996 a la seva Província de Teleorman natal. Amb els anys ha ocupat diversos càrrecs en l'administració local i regional. Fins al 2009 va ser membre de consells locals un regidora de comtat fins que va ser elegida diputada europea. També va ser presidenta regional del seu partit. Entre 2009 i 2018 va ser Membre del Parlament Europeu. És també la presidenta de l'Organització de Dones Socialdemòcrates (OFSD) des del 2015.

### Primer ministre
Mihai Tudose fou nomenat primer ministre de Romania el 28 de juny de 2018 amb un govern de coalició de Partit Socialdemòcrata i l'Aliança de Liberals i Demòcrates, però va dimitir el 16 de gener de 2018 per les lluites internes al PSD, i Dăncilă fou nomenada primera ministra de Romania el 29 de gener de 2018 mantenint la coalició de PSD i ALDE.
ALDE va sortir de la coalició de govern el 26 d'agost de 2019, dos dies després que el seu líder Călin Popescu-Tăriceanu perdés la seva candidatura enfront Dăncilă per convertir-se en el candidat progovernamental a les eleccions presidencials romaneses de 2019. Dăncilă va seguir ocupant el càrrec fins al 10 d'octubre de 2019, quan va perdre una moció de censura guanyada pel conservador Ludovic Orban.

### Després del govern
Dăncilă perdé les eleccions presidencials romaneses de 2019 enfront Klaus Iohannis, que fou reelegit amb el 62,8% dels vots davant el 37,1% que va aconseguir Dăncilă en la segona volta del 24 de novembre, Davant dels resultats, Dăncilă va dimitir de líder del partit, sent rellevada de manera provisional per Marcel Ciolacu.
El març de 2022, després d'una pausa de més de 2 anys de la política, va anunciar la seva marxa del PSD per convertir-se en membre del nou partit Unió Nacional Popular (NOI), del qual va esdevenir presidenta tres mesos després, abandonant-lo per unir-se al Partit Nacional Conservador Romanès de Cristian Terheș el setembre de 2024.